# وروار صومالي
وروار صومالي (الاسم العلمي: Merops revoilii) هو نوع من الطيور يتبع جنس الوروار من فصيلة الوروارية.